# Das Land ohne Frauen
Das Land ohne Frauen ist ein deutscher Spielfilm von 1929 aus der Übergangszeit vom Stumm- zum Tonfilm. Unter der Regie von Carmine Gallone spielten Elga Brink und Conrad Veidt die Hauptrollen.

## Handlung
Das Land ohne Frauen, das ist Australien im 19. Jahrhundert. Das von den britischen Kolonialherren im Aufbau begriffene, in weiten Teilen noch unbesiedelte und wenig erschlossene Land leidet unter akutem Mangel an heiratswilligen Frauen. Aus diesem Grund erlässt die britische Regierung im fernen London einen Aufruf, demzufolge sich Mädchen und junge Frauen mit Abenteuerlust melden sollen. Es kommen insgesamt 413 weibliche Personen zusammen, die sofort per Schiff auf den fünften Kontinent entsandt werden. Auch in dem Goldgräber-Camp Coolgardie, wo sich zahlreiche Glücksritter auf der Suche nach dem Fund ihres Lebens buchstäblich zu Tode schuften, werden die Frauen bereits sehnsüchtig erwartet. Um nicht ein gewaltiges Gerangel zwischen den Männern um die „besten“ Frauen loszutreten, wurde zuvor per Losentscheid einem jeden Mann ein Mädchen zugeordnet.
Eines der Mädchen aber stirbt während der mehrwöchigen Überfahrt der „Hastings“ von England nach Australien. Nun muss zwangsläufig einer der die Damen sehnsüchtig erwartenden, goldgrabenden Raubeine solo bleiben, und so beschließen die Schiffsoffiziere, dem Schicksal ein wenig nachzuhelfen. Aus Langeweile und Übermut führen die Herren an Bord daher eine erneute Verlosung durch. Dies führt dazu, dass derjenige Neu-Australier, dem die Verstorbene zugedacht war, nunmehr ein neues Mädchen erhält, und zwar Braut Nr. 68. Da dies aber bedeutet, dass derjenige Mann, für den Braut Nr. 68 bestimmt war, nunmehr weiterhin unbeweibt sein würde, liegt gewaltiger Ärger in der Luft. Bei dem um sein Weib Betrogenen handelt es sich um den Telegrafenbeamten Dick Ashton, der im westaustralischen Perth seinen Dienst verrichtet. Der ist mitnichten bereit, einfach so auf seine Zukünftige zu verzichten.
Während „sein“ Mädel, Evelyne Narnheim, den Goldgräber Steve Parker heiratet, kocht in Dick, nachdem er von der Neuverlosung an Bord erfahren hat, Wut und Eifersucht hoch. Mit einem miesen Trick, der einer unterlassenen Hilfeleistung gleicht, versucht Dick auf elegante Weise Steve loszuwerden. Ashton leitet ganz einfach einen telegrafischen Hilferuf Steves, der in einen Sandsturm gerät, nicht weiter und hofft, dass auf diese Weise Mutter Natur ihre schmutzige Arbeit zu Dicks Wohl regelt. Bald aber belastet Dick Ashton die eigene Tat, die einen Unschuldigen das Leben gekostet hat, so sehr, dass er nicht mehr weiterleben will. Er wirft sich vor einen herannahenden Zug.

## Produktionsnotizen
Das Land ohne Frauen entstand ab April 1929 als Stummfilm (s. u.) in den UFA-Ateliers in Berlin-Tempelhof und in den D.L.S.-Ateliers in Staaken. Die Uraufführung des Films war am 30. September 1929 im Berliner Capitol am Zoo, am 7. November 1929 erlebte der Film in Wien seine österreichische Erstaufführung.
Arnold Pressburger und Hermann Fellner waren auch Produktionsleiter. Die Bauten schufen Hans Sohnle und Otto Erdmann. Der spätere Revuefilmspezialist Géza von Cziffra diente als Regieassistent. Die Musik Wolfgang Zellers wurde unter dessen Leitung vom Tobis-Orchester eingespielt. Für Grete Berger war dies der letzte Filmauftritt.

## Auszeichnungen
Die Erstzensur verlieh dem Filmdrama Das Land ohne Frauen am 27. August 1929 als Stummfilm das Prädikat „künstlerisch“. Dieselbe Auszeichnung erhielt der Film am 11. Oktober 1929 auch als Tonfilm.

## Stummfilm oder Tonfilm
Je nach Quelle und Sichtweise wird diese Produktion als Noch-Stummfilm oder als Schon-Tonfilm bezeichnet. Dazu ist folgendes in Gerhard Lamprechts Deutsche Stummfilme 1927 bis 1931 zu lesen: „Der Film, anfangs noch stumm gedreht, wurde mit Musik nachsynchronisiert. Die wichtigsten Spielszenen wurden synchron mit Sprache und Gesang aufgenommen, so daß er als Tonfilm uraufgeführt werden konnte. Tonsystem: Tobis, Ton: Karl Brodmerkel, Max Brink.“

## Kritiken
„Zunächst scheint die Tobis aus dem Fiasko von Ruttmanns Melodie der Welt das eine nicht gelernt zu haben: daß eine Musik, die, weil sie mechanisch wiedergegeben wird, mit dem mechanischen Tonfall auch noch kokettiert, eine stilisierte Impotenz ist. Wolfgang Zellers geisterhafte, schwindsüchtige Blechflöten reden auch hier wieder dem lebendigen Orchester unfreiwillig das Wort. (…) Daß man nur wenige Dialoge eingefügt hat, ist begreiflich. Man wollte die Möglichkeiten des Genres abtasten. Aber diese Sprechszenen sind hier falsch eingefügt. Nur aus höchster Spannung darf sich das Wort in die Montage werfen … Der Film wird die wortkarge Kunst bleiben. Das wird in einer Epoche, da das Wort aus dem Theater zu Tode gehetzt wird, seine große Stärke sein. (…) Die Delirien eines ‚Gespenster‘-Oswalds, die Conrad Veidt hier vorführen muß, sind ehrwürdig altes Theater.“

„Die Geschehnisse sollen sich in der realen und brutalen Wirklichkeit einer Goldgräberstadt abspielen. Da müssen auch die Darsteller streng realistisch spielen. Conrd Veidt jedoch, in der Hauptrolle des Telegrafisten, agiert wild gegen Inhalt und Milieu des Stückes und auch gegen die Darstellungsart der Mitspieler. Er macht aus seiner Figur einen Nachkömmling ‚Caligaris‘, eine fantastische Märchenfigur … Übertriebeneres Minenspiel hat man seit vielen Jahren im Film nicht mehr gsehen. Daß man mit sparsamen Gesten unendlich viel mehr ausdrücken kann, zeigen vor allem Elga Brink in der Gish-Rolle der ‚Braut Nr. 68‘, McLaglen und Mathias Wieman.“

„Es ist guter stummer Film, es sind optisch reizvolle Linien. Die Tonfilmtechnik kommt hier erst noch in Einlagen ‚zu Worte‘. Die Frauen auf dem Schiff singen, die Männer in der Bar, im Zuge: es sind melodramatische Oasen. (…) Allmählich beginnen auch die Darsteller zu sprechen. Feststellen kann man schon hier, daß Geräusche (vorläufig?) mehr Suggestivkraft haben. Worte enttäuschten. Nicht nur, weil sich die Technik hier noch als unzureichend erwies, sondern weil die Worte auch zu bedeutungsvoll, zu feierlich, zu getragen gesprochen wurden. Inhaltlich waren sie dagegen meistens banal. (…) Ausgezeichnet ist wieder der Schluß, der wie ein richtiges Finale komponiert ist.“

„Angesichts dieser geradezu peinlich wirkenden Unzulänglichkeit in Bild und Ton ist er ungeheuer schwer, ernst zu bleiben. Man wehrt sich sogar mit Händen und Füßen dagegen, … im Tonfilm, wie er uns vorgeführt wurde, ein mißtönendes Gekrächze zu sehen. Darum die Feststellung vorweg, daß nicht die Idee des Tonfilms durch die katastrophale Unzulänglichkeit des ehemaligen Ullstein-Romans Land ohne Frauen kompromittiert wurde, sondern einzig und allein die kapitalistischen Filmfabrikanten selbst, die in ihrer naiven Profitgier glaubten, nur durch die Popularität eines von Ullstein verbreiteten Schmuses das in kostspieligen Tonfilmexperimenten investierten Kapitals wieder herausholen zu können …“

Karlheinz Wendtland war der Ansicht, dass der Film „dramaturgisch nicht ungeschickt, aber durch die Tonfilmeinsätze immer wieder zerrissen wirkend“ sei. Im Wesentlichen werde der Film „durch die Ausstrahlung Conrad Veidts getragen“.